# Seebergsattel
Der Seebergsattel (slowenisch Jezerski vrh) verbindet das österreichische Bundesland Kärnten (Bezirk Völkermarkt) mit der slowenischen Region Oberkrain (slowenisch Gorenjska). Die für den Fernverkehr unbedeutende Seeberg Straße (B82) auf österreichischer Seite führt durch Bad Eisenkappel (slowenisch Železna Kapla) hinauf zum Grenzübergang auf der 1215 m ü. A. gelegenen Passhöhe.
Auf slowenischer Seite führt die Passstraße von der Höhe des Seebergsattels hinab in den abgeschieden gelegenen Seeländer Talkessel (slowenisch Jezersko).
Hier endet auch der Eisenwurzenweg, ein Weitwanderweg, der vom nördlichsten Punkt Österreichs hierher führt.
Motorradfahrer frequentieren die Strecke über den Seebergsattel wegen der gut ausgebauten Straßen, der Vielzahl an Kurven und dem geringen Verkehrsaufkommen.
Nachbarübergänge sind im Westen der Loibl und im Osten der Paulitsch.

## Musikalia
Burnik, Jozé (Komponist), Kappler, Rudolf: Am Seeberg Sattel.  
Instrumentalstimme(n), Blasmusik (6-stimmig)
Verknüpfte Titel: Alpenoberkrainer mit Ivanka,  Ötztal : VM-Records, 1983